# Seznam maronitských patriarchů antiochijských
- sv. Jan Maron
- Kyros
- Gabriel I.
- Juhanna Maron II.
- Juhanna I.
- Gregorius I.
- Stephanos I.
- Marcos
- Eusebius
- Juhanna II.
- Yeshu I.
- Daud I.
- Gregorius II.
- Theophilactus
- Yeshu II.
- Domitius
- Ishak
- Juhanna III.
- Simon I.
- Urmia I.
- Juhanna IV
- Simon II.
- Simon III.
- Jussif al Jirjissi
- Butrus I.
- Gregorius III.
- Jakub I.
- Juhanna V
- Butrus II.
- Butrus III.
- Butrus IV.
- Jeremias al-Amšiti (1230 zemřel)
- Daniel I.
- Juhanna VI.
- Simon IV.
- Giacomo II.
- Daniel II.
- Luka I.
- Urmia III.
- Simon V.
- Juhanna VII.
- Gabriel II.
- Daud II.
- Juhanna el-Jaj (1404–1445, zemřel)
- Jakub el-Hadeth (1445–1468, zemřel)
- Jussef el-Hadeth (1468–1492, zemřel)
- Semaan el-Hadeth (1492–1524, zemřel)
- Mussa Akari (1524–1567, zemřel)
- Mikhail Rizzi (1567–1581, zemřel)
- Sarkis Rizzi (1583–1596, zemřel)
- Jussef Rizzi (1599–1608, zemřel)
- Jussef Makhlouf El Douaihy (1609–1634, zemřel)
- Jirjis Omaira El Douaihy (1636–1644, zemřel)
- Jussef Halib (1646–1647, zemřel)
- Juhanna Bawab (1649–1656, zemřel)
- Jirjis Rizqallah (1659–1670, zemřel)
- Istifan al-Duwayhi (1672–1704, zemřel)
- Jibra'il al-Bluzani (1705–1705, zemřel)
- Jakub Butrus Awwad (1706–1733, zemřel)
- Jussef Butrus Dergham El Khazen (1733–1742, zemřel)
- Semaan Butrus Awwad (1743–1756, zemřel)
- Tubia Butrus El Khazen (1757–1766, zemřel)
- Jussef Butrus Estephan (1767–1793, zemřel)
- Mikhail Butrus Fadel (1793–1795, zemřel)
- Philibos Butrus El Gemayel (1795–1796, zemřel)
- Jussef Butrus Tyan (1797–1808)
- Juhanna Butrus Helou (1814–1823, zemřel)
- Jussef Butrus Hobaish (1824–1845, zemřel)
- Jussef El Khazen (1846–1854, zemřel)
- Boulos Butrus Massaad (1855–1890, zemřel)
- Juhanna Butrus Al-Hajj (1890–1898, zemřel)
- Elias Butrus Hoayek (1899–1931, zemřel)
- Antoun Butrus Arida (1932–1955, zemřel)
- Paul Butrus Méouchi (1955–1975, zemřel)
- Antoine Butrus Khoraiche (1975–1986, rezignoval)
- Nasrallah Butrus Sfeir (1986–2011, rezignoval)
- Béchara Butrus Raï, O.M.M., od 15. března 2011